# 廣厚
廣厚（穆麟德轉寫：guwangheo；？—1815年），字省堂，高佳氏，满洲镶黄旗人。清朝政治人物，乾隆年間進士，官至湖南巡撫。父大学士高晋。

## 生平
乾隆四十三年（1778年）戊戌科進士（隶镶黄旗满洲善德佐领下；都统善徳曾任镶黄旗满洲第四㕘领第二佐领，其前任有广厚之从堂兄侍郎髙朴（父高恒 (清朝)），载《钦定八旗通志》）。授工部主事，歷監察御史，五十二年（1787年）出為江西吉南贛寧道，五十三年（1788年）調山東濟東泰武臨道，母喪丁憂去職。五十四年（1789年）在吏部郎中上行走，五十五年（1790年）署陝西延榆綏道（其父高晋于乾隆十年任过该职），調潼商道，六十年（1795年）遷甘肅按察使。嘉慶初年，偕總兵吉蘭泰擊敗白蓮教張映祥、楊天柱於鞏昌、秦州。四年（1799年）升江西布政使，署西寧辦事大臣，調甘肅布政使，賞戴花翎。八年（1803年）調廣東布政使，因與總督那彥成游宴，被解職。十一年，授三等侍衛，任庫車辦事大臣、喀喇沙爾辦事大臣。十三年（1808年）任浙江按察使，十四年（1809年）調廣西按察使，同年升浙江布政使，護理浙江巡撫。十五年，升安徽巡撫兼提督，十六年（1811年）以兵部侍郎兼都察院右副都御史出任湖南巡撫（前任镶红旗满洲景安，继任正蓝旗汉军李氏巴哈布），二十年（1815年）病卒於任。《清史稿》列傳一百三十有傳。
嘉庆十七年（1812年），在湖南巡抚任上聘嘉慶六年（1801年）辛酉恩科进士袁名曜为岳麓书院山长。重定并序状元彭定求原编《儒門法語》（嘉庆十九年（1814）甲戌重刊本）。与湖南学政湯金釗共同主持嘉庆十八年湖南拔贡考试。

## 家族
- 父高晉，官至文華殿大學士兼禮部尚書，谥文端。母王氏（父正蓝旗满洲、刑部員外郎德林，叔父刑部、兵部、吏部尚書恭簡公性桂）。
- 姑母高佳氏，嫁正蓝旗汉军、二等侍卫胡照，系道光三十年庚戌科进士吉惠之高祖母、光绪二年丙子科进士胡俊章之玄祖母。又胡俊章之二继妻邱氏，其祖父内务府正黄旗汉军、乾隆四十三年戊戌科进士德生与廣厚三甲進士同榜。
- 兄書麟，官至吏部尚書、云贵总督、协办大学士，封一等男，谥文勤。
- 弟廣興，刑部左侍郎兼任总管内务府大臣。
- 妻鄭氏（父上驷院坐办堂郎中恒恩）。
- 子粵訥，員外郎。
- 侄子素訥（父廣平），直隸布政使。
- 女高佳氏，嫁镇国将军永裕[5]（諴密郡王弘暢四子；胞兄宗室永芩，其继妻李佳氏，其父正蓝旗汉军、两江总督李奉翰（字薌林，工詩善書），祖父江南河道總督李宏；胞兄宗室永珠，娶镶黄旗满洲恭毅公李侍堯之女）。女高佳氏，嫁積慶。
- 侄女：弟弟廣興之女嫁正黄旗满洲、康熙甲戌科进士、陕甘总督覺羅滿保曾孙笔帖式覺羅長年[6]。
- 孙女高佳氏（父粵訥），女一嫁左副都御史宗室志元[7]；女二嫁员外郎正蓝旗宗室孚馨（叔父道光戊戌科進士、殿試二甲第一名（傳臚）文恭公靈桂，祖父道光丙戌科進士豫本（榜名毓本）；侄寶瑛之妻赫舍里氏，系镶蓝旗满洲、道光戊戌科进士如山之女）[8]。
- 侄孙女高佳氏（父素訥），嫁正白旗蒙古文华殿大学士、领班军机大臣文襄公萨尔图克氏長齡之子世袭一等威勇公桂輪为继妻[9]。